# Prométhée (1930)
Prométhée – francuski okręt podwodny typu Redoutable z okresu międzywojennego. Zatonął podczas prób morskich w lipcu 1932 roku, w wyniku czego zginęło 62 marynarzy.

## Historia
„Prométhée” został zamówiony w 1927 roku, jako jedna z ostatnich jednostek pierwszej serii produkcyjnej okrętów typu Redoutable. Budowany był w państwowej stoczni w Arsenale w Lorient. Rozpoczęcie budowy miało miejsce 10 stycznia 1928 roku, wodowanie 23 października 1930 roku. Po zwodowaniu okręt był poddawany testom i drobnym naprawom, dzięki którym miał wejść do służby w pełni sprawny technicznie. 7 lipca 1932 roku, 18 miesięcy od wodowania, podczas kolejnego testu na morzu doszło do niekontrolowanego zanurzenia okrętu, przy pustych zbiornikach sprężonego powietrza, które służą do opróżniania zbiorników balastowych. Okręt zatonął w ciągu minuty, wraz z prawie całą załogą. 15 osób znajdujących się na pokładzie znalazło się w wodzie. Z tej grupy ratunku doczekało się jedynie siedem osób. W sumie w wyniku katastrofy życie straciły 62 osoby.